# Giải bóng đá Cúp Quốc gia 2013
Giải bóng đá Cúp Quốc gia 2013, tên gọi chính thức là Giải bóng đá Cúp Quốc gia - Eximbank 2013 vì lý do tài trợ, là mùa giải thứ 21 của Giải bóng đá Cúp Quốc gia do Công ty Cổ phần Bóng đá chuyên nghiệp Việt Nam (VPF) tổ chức. Diễn ra từ ngày 16 tháng 3 năm 2013 đến ngày 5 tháng 9 năm 2013, giải đấu có sự tham gia của 18 câu lạc bộ thuộc hai giải Vô địch Quốc gia và Hạng Nhất Quốc gia.
Xi măng The Vissai Ninh Bình đã đánh bại SHB Đà Nẵng trên chấm luân lưu với tỷ số 6-5 (hai đội hòa 1-1 trong 2 hiệp chính) trong trận chung kết để lần đầu tiên lên ngôi vô địch.

## Vòng loại
| Ngày 16 tháng 3 năm 2013 | TĐCS Đồng Tháp (2) | 0 – 0 (2 – 4 p)   | QNK Quảng Nam (2) | Sân vận động Cao Lãnh                         |  |
| 15:30                    |                    | Report            |                   | Lượng khán giả: 1000 Trọng tài: Bùi Minh Hưng |  |
|                          |                    | Loạt sút luân lưu |                   |                                               |  |
| TBD                      |                    | TBD               |                   |                                               |  |

| Ngày 16 tháng 3 năm 2013 | Hùng Vương An Giang (2)                                                                             | 4 – 0  | XSKT Cần Thơ (2) | Sân vận động An Giang, Long Xuyên             |  |
| 15:30                    | Lê Tostao 46' · Nguyễn Duy Phương 59', 90+3' · Phạm Thanh Nguyên 85' · Võ Nguyễn Phương Duy 40' 54' | Report |                  | Lượng khán giả: 1500 Trọng tài: Lê Khắc Thành |  |

## Vòng 16 đội
| Ngày 24 tháng 3 năm 2013 | QNK Quảng Nam (2) | 1 – 0 | Vicem Hải Phòng (1) | Sân vận động Quảng Nam, Tam Kỳ                |  |
| 15:30                    | David Annas 51'   |       |                     | Lượng khán giả: 3000 Trọng tài: Đinh Văn Dũng |  |

| Ngày 25 tháng 3 năm 2013 | Hà Nội T&T (1)                                            | 3 – 3 (5 – 3 p)   | Kienlongbank Kiên Giang (1)                                  | Sân vận động Hàng Đẫy, Hà Nội                   |  |
| 16:00                    | Thạch Bảo Khanh 3' · Bùi Văn Hiếu 29' · Samson Kayode 80' |                   | Jackson Nogueira 38' · Lương Minh Trung 68' · Thanh Sang 81' | Lượng khán giả: 2000 Trọng tài: Trần Trung Hiếu |  |
|                          |                                                           | Loạt sút luân lưu |                                                              |                                                 |  |
| TBD                      |                                                           | TBD               |                                                              |                                                 |  |

| Ngày 25 tháng 3 năm 2013 | Hoàng Anh Gia Lai (1)                                         | 2 – 1 | Sài Gòn Xuân Thành (1) | Sân vận động Pleiku, Gia Lai                     |  |
| 16:00                    | Evaldo Rodrigues Goncalves Cardosc 25' · Lê Hoàng Thiên 90+3' |       | Vernatius Emeka 39'    | Lượng khán giả: 3000 Trọng tài: Nguyễn Trọng Thư |  |

| Ngày 25 tháng 3 năm 2013 | SHB Đà Nẵng (1)                      | 3 – 2 | Becamex Bình Dương (1)                       | Sân vận động Chi Lăng                                  |  |
| 16:30                    | Danny Mrwanda 4', 7' · Minh Tuấn 65' |       | Nguyen Cong Huy 22' · Huynh Kesley Alves 24' | Lượng khán giả: 12000 Trọng tài: Bùi Thành Thanh Nghĩa |  |

| Ngày 26 tháng 3 năm 2013 | Hùng Vương An Giang (2) | 1 – 5 | Đồng Tâm Long An (1)                                                           | Sân vận động An Giang, Long Xuyên                     |  |
| 15:30                    | Uche Iheruome 68'       |       | Gilson Campos Da Silva Oliveira 40' · Việt Thắng 58', 80' · Văn Cường 66', 78' | Lượng khán giả: 1000 Trọng tài: Hoàng Phạm Công Khanh |  |

| Ngày 26 tháng 3 năm 2013 | Đồng Nai (1)                     | 3 – 1 | SQC Bình Định (2) | Sân vận động Đồng Nai, Biên Hòa                 |  |
| 15:30                    | Nyirenda 2', 68' · Đình Hiệp 88' |       | Văn Triền 84'     | Lượng khán giả: 1500 Trọng tài: Phùng Quốc Quân |  |

| Ngày 26 tháng 3 năm 2013 | Thanh Hóa (1) | 0 – 0 (4 – 2 p)   | Sông Lam Nghệ An (1) | Sân vận động Thanh Hóa                          |  |
| 16:00                    |               |                   |                      | Lượng khán giả: 6000 Trọng tài: Phùng Đình Dũng |  |
|                          |               | Loạt sút luân lưu |                      |                                                 |  |
| TBD                      |               | TBD               |                      |                                                 |  |

| Ngày 26 tháng 3 năm 2013 | XM The Vissai Ninh Bình (1)    | 2 – 1 | Than Quảng Ninh (2) | Sân vận động Ninh Bình                         |  |
| 16:00                    | Đinh Văn Ta 36' · Anh Tuấn 63' |       | Hải Huy 5'          | Lượng khán giả: 3000 Trọng tài: Kiều Việt Hùng |  |

## Vòng tứ kết
| Ngày 10 tháng 7 năm 2013 | Thanh Hóa (1)    | 0 – 1  | Đồng Nai (1)  | Sân vận động Thanh Hóa                           |  |
| 17:00                    | Văn Duyệt 9' 62' | Report | Hữu Thắng 25' | Lượng khán giả: 5,000 Trọng tài: Phùng Đình Dũng |  |

| Ngày 10 tháng 7 năm 2013 | XM The Vissai Ninh Bình (1) | 2 – 1  | Hoàng Anh Gia Lai (1) | Sân vận động Ninh Bình                          |  |
| 17:00                    | Văn Quyến 16', 29'          | Report | Ngọc Anh 63' (l.n.)   | Lượng khán giả: 2,000 Trọng tài: Hoàng Anh Tuấn |  |

| Ngày 11 tháng 7 năm 2013 | SHB Đà Nẵng (1)                      | 3 – 0  | QNK Quảng Nam (2) | Sân vận động Chi Lăng, Đà Nẵng                   |  |
| 16:30                    | Gastón Merlo 49', 58' · Quốc Anh 51' | Report |                   | Lượng khán giả: 9,000 Trọng tài: Phùng Quốc Quân |  |

| Ngày 11 tháng 7 năm 2013 | Đồng Tâm Long An (1)              | 2 – 1  | Hà Nội T&T (1) | Sân vận động Long An, Tân An                           |  |
| 17:00                    | Thanh Hải 50' · Gilson Campos 78' | Report | Văn Hiếu 17'   | Lượng khán giả: 3,000 Trọng tài: Hoàng Phạm Công Khanh |  |

## Vòng bán kết
| Ngày 7 tháng 8 năm 2013 | Đồng Nai (1)                                       | 4 – 4 (3 – 4 p)   | SHB Đà Nẵng (1)                                                 | Sân vận động Đồng Nai                           |  |
| 16:00                   | Kisekka Henry 33', 45', 72' · Nguyễn Đình Hiệp 83' |                   | Merlo S Gaston 60', 78' · Võ Hoàng Quảng 74' · Hà Minh Tuấn 90' | Lượng khán giả: 4000 Trọng tài: Nguyễn Văn Kiên |  |
|                         |                                                    | Loạt sút luân lưu |                                                                 |                                                 |  |
| TBD                     |                                                    | TBD               |                                                                 |                                                 |  |

| Ngày 7 tháng 8 năm 2013 | Đồng Tâm Long An (1)                             | 3 – 3 (3 – 4 p)   | XM The Vissai Ninh Bình (1)                                    | Sân vận động Long An, Tân An                     |  |
| 17:00                   | Gilson Campos 22', 70' · Nguyễn Việt Thắng 90+4' |                   | Phạm Văn Quyến 20' · Omoduemuke Peter 46' · Sannogo Moussa 83' | Lượng khán giả: 4000 Trọng tài: Nguyễn Quốc Hùng |  |
|                         |                                                  | Loạt sút luân lưu |                                                                |                                                  |  |
| TBD                     |                                                  | TBD               |                                                                |                                                  |  |

## Trận chung kết
| SHB Đà Nẵng                                                       | 1–1      | Xi măng The Vissai Ninh Bình                                                                                                   |
| ----------------------------------------------------------------- | -------- | --- |
| - Merlo 67' 90+6' - Hà Minh Tuấn 17' - Đoàn Hùng Sơn 70'          | Chi tiết | - Phan Anh Tuấn 19' - Nguyễn Mạnh Dũng 34' - Lê Văn Duyệt 60' - Đinh Văn Ta 78' - Peter Omoduemuke 79' - Lê Quang Hùng 68' 69' |
| Loạt sút luân lưu                                                 |          | |
| - Merlo - Minh Tâm - Hùng Sơn - Minh Tuấn - Duy Lam - Minh Phương | 5–6      | - Lê Văn Duyệt - Gia Từ - Nguyễn Xuân Luân - Mạnh Dũng - Đinh Văn Ta - Ngọc Anh                                                |

## Tổng kết mùa giải
| Vô địch Cúp Quốc gia 2013 XM The Vissai Ninh Bình Lần thứ nhất |

## Phát sóng
| Vòng      | Ngày       | Trận                                             | Giờ   | Kênh phát sóng |
| --------- | ---------- | ------------------------------------------------ | ----- | -------------- |
| Vòng loại | 16 tháng 3 | Tập đoàn Cao su Đồng Tháp - QNK Quảng Nam        | 15:30 | VTC3           |
| Vòng loại | 16 tháng 3 | Hùng Vương An Giang - Xổ số kiến thiết Cần Thơ   | 15:30 | ATV            |
| Vòng 1/8  | 25 tháng 3 | SHB Đà Nẵng - Becamex Bình Dương                 | 16:30 | DRT2, BTV5     |
| Vòng 1/8  | 25 tháng 3 | Hà Nội T&T - Kienlongbank Kiên Giang             | 16:00 | VTC3, VTC3 HD  |
| Vòng 1/8  | 25 tháng 3 | Hoàng Anh Gia Lai - Xi măng Xuân Thành Sài Gòn   | 16:00 | VTV6           |
| Vòng 1/8  | 26 tháng 3 | Đồng Nai - Bình Định                             | 15:30 | ĐNRTV2         |
| Vòng 1/8  | 26 tháng 3 | Thanh Hóa - Sông Lam Nghệ An                     | 16:00 | TTV            |
| Vòng 1/8  | 26 tháng 3 | Hùng Vương An Giang - Đồng Tâm Long An           | 15:30 | ATV            |
| Vòng 1/8  | 26 tháng 3 | Xi măng The Vissai Ninh Bình - Than Quảng Ninh   | 16:00 | VTV6           |
| Tứ kết    | 10 tháng 7 | Thanh Hóa - Đồng Nai                             | 17:00 | VTC3, VTC3 HD  |
| Tứ kết    | 10 tháng 7 | Xi măng The Vissai Ninh Bình - Hoàng Anh Gia Lai | 17:00 | VTV6           |
| Tứ kết    | 11 tháng 7 | SHB Đà Nẵng - QNK Quảng Nam                      | 16:30 | DRT2           |
| Bán kết   | 7 tháng 8  | Đồng Nai - SHB Đà Nẵng                           | 16:00 | VTC3, ĐNRTV2   |
| Bán kết   | 7 tháng 8  | Đồng Tâm Long An - Xi măng The Vissai Ninh Bình  | 17:00 | VTV6           |
| Chung kết | 5 tháng 9  | SHB Đà Nẵng - Xi măng The Vissai Ninh Bình       | 16:00 | VTV6           |